# Horst Förster (Dirigent, 1933)
Horst Förster (* 13. September 1933 in Leipzig) ist ein deutscher Dirigent und Musikwissenschaftler. Er lebt und arbeitet in Berlin.

## Leben und Wirken
Förster begann sein Studium zum Kapellmeister an der Hochschule für Musik Leipzig. 1954 gründete er an der Universität Leipzig das Collegium musicum (heute Akademisches Orchester Leipzig), welches regelmäßig im Gewandhaus konzertiert. Förster schloss sein Studium 1957 als Diplom-Kapellmeister ab. Darauf folgte ein Studium der Musikwissenschaft an der Hochschule für Musik Leipzig, welches er 1963 mit dem Diplom beendete. Er wurde promoviert mit der Dissertation „Die Form in den symphonischen Werken von  Alexander N. Skrjabin“.
Mit dem Akademischen Orchester Leipzig, das er 60 Jahre lang leitete, konzertierte Förster in zahlreichen Ländern Europas und in den USA, Kanada, China und Japan.
Von 1970 bis 1978 wirkte er als Musikdirektor des Staatlichen Loh-Orchesters Sondershausen.  Anschließend war er von 1978 bis 1988 Chefdirigent der Schweriner Philharmonie. In Schwerin war er ab 1981 federführend am Aufbau der Außenstelle Schwerin der Hochschule für Musik Hanns Eisler Berlin beteiligt. Ebendort war er Dozent für Musikgeschichte. 1987 wurde er Honorarprofessor. 1988 erhielt er eine Professur für Dirigieren.
Seit 1991 lebt Förster als freischaffender Dirigent und Musikwissenschaftler in Berlin. Wiederholt war er Gastdirigent beim Great Romantics Festival der American Liszt Society in Hamilton/Kanada und beim Immanuel and Helen Olshan Texas Music Festival in Houston/USA.

## Auszeichnungen
- 2006: Ernennung zum Ehrenmitglied der amerikanischen Franz-Liszt-Gesellschaft auf Lebenszeit
- 2013: Ehrenmedaille der Stadt Leipzig[1][5]

## Veröffentlichungen
- Die Form in den symphonischen Werken von Alexander N. Skrjabin, Dissertation, Leipzig, 1964, im Bestand der Bibliothek der Hochschule für Musik und Theater „Felix Mendelssohn Bartholdy“ Leipzig